# Saint Soleil

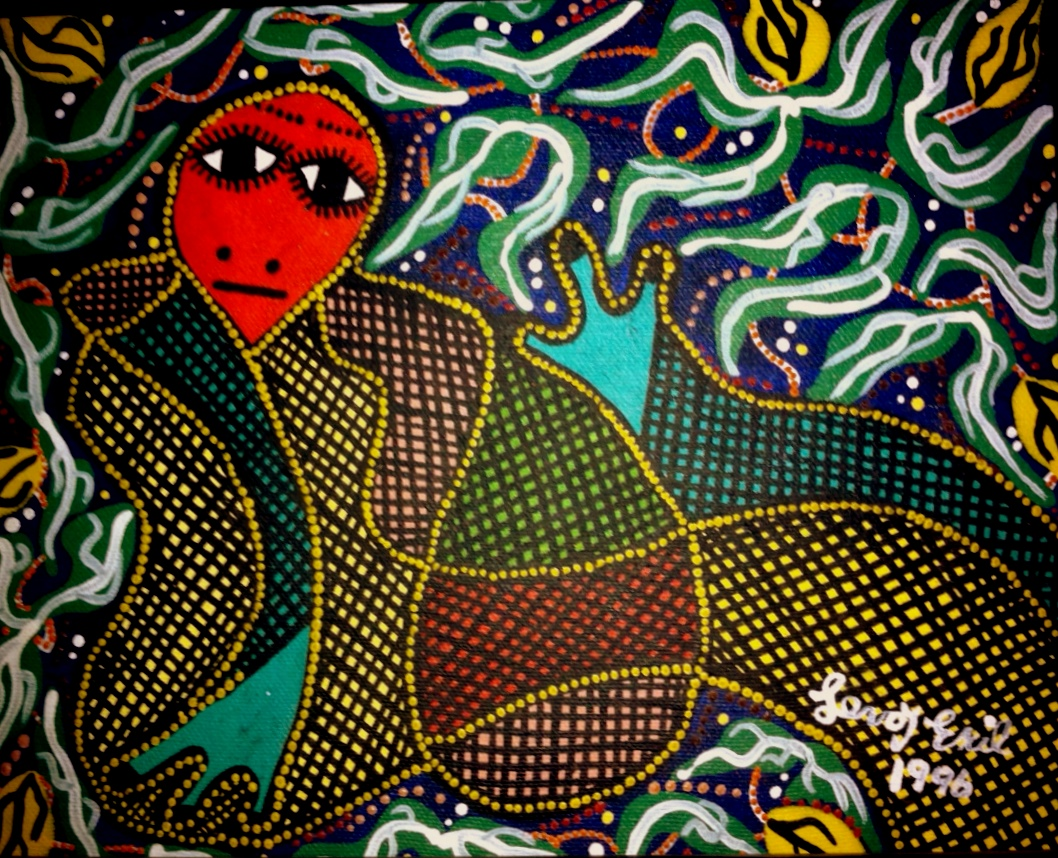
Картина "Лоа краснолицая", Левой Эксиль. Акрил на холсте, 1996

Saint Soleil (рус. Святое Солнце) — традиция живописи Гаити, художники которой соединяют в своих картинах абстрактные человеческие фигуры и символику Вуду.
Движение основали в 1972 году Мод Роберт и Тига (также известный как Жан-Клод Гарот).

## История
Школа Saint Soleil (также известная как «Движение Saint-Soleil») появилась, когда Жан-Клод Гарот и Мод Роберт предложили фермерам в Суассон-ла-Монтань (Soisson-la-Montagne) , сельской местности недалеко от Порт-о-Пренса , материалы для рисования и покраски. Они поддерживали академическое изучение живописи, а также поддерживали влияние Вуду. Из движения вышли такие художники- самоучки, как Левой Экзиль , Луизиана Сен-Флерант и многие другие.
Движение Saint Soleil получило международное признание в 1975 году, когда писатель Андре Мальро посвятил течению одну из глав в своей книге L'Intemporel. Мальро был поражен живописью Сен Солей и увековечил движение.
Проспер считался одним из наиболее знаменитых представителей течения. Одна из его картин была изображена на обложке телефонного справочника Порт-о-Пренса 1984 года. (CPA). В 1978 году Пьер-Луи Проспер и ещё четверо видных гаитянских художников объединились в группу «Cinq Soleils» (рус. Пять Солнц): Левой Эскиль (Levoy Exil), Пьер-Луи Проспер (Prosper Pierre Louis), Луизиана Сен-Флерант (Louisiane Saint Fleurant), Диеусеул Паул (Dieuseul Paul), Денис Смит (Denis Smith). С помощью французских культурных организаций группе удалось открыть большое ателье в Суассоне. Ателье было запущено в 1989 году.
Второе поколение - Магда Маглуар , дочь Луизианы Сен-Флерант .
В то же время  художественная школа Saint Soleil, созданная Тигой, продолжает развиваться. К движению присоединились Альберик, Алуидор, Яфа, Луизиана Любин, Матье Сен-Жюст  в 1980-х годах и позднее Апиер, Дастин, Гетин Эскиль, Ян Вернал, Мира, Оцелели, Онел, Паяс , Реджи, Джеспер, Жан-Луи Максан или Сен-Сурин. Примеры работ данных художников можно увидеть на аукционах.

## Особенности течения
Движение «Святого солнца» называют третьей волной гаитянского искусства. Приверженцы этого течения обычно изображают духов вуду в виде абстракций, "энергетических образований "или находящихся в свободном парении фигур, в которых уже отсутствует  антропоморфизм. Содержательность картин группы «Сан-Солей» вудистскими символами не исчерпывалось, но безусловно ими направлялась. Так, в живописи Saint Soleil то, что кажется фантазиями художника, на самом деле обладает сакральным смыслом для художника. Также художники экспериментируют с различными техниками. Например, Левой Эскиль активно применяет технику пуантилизма.

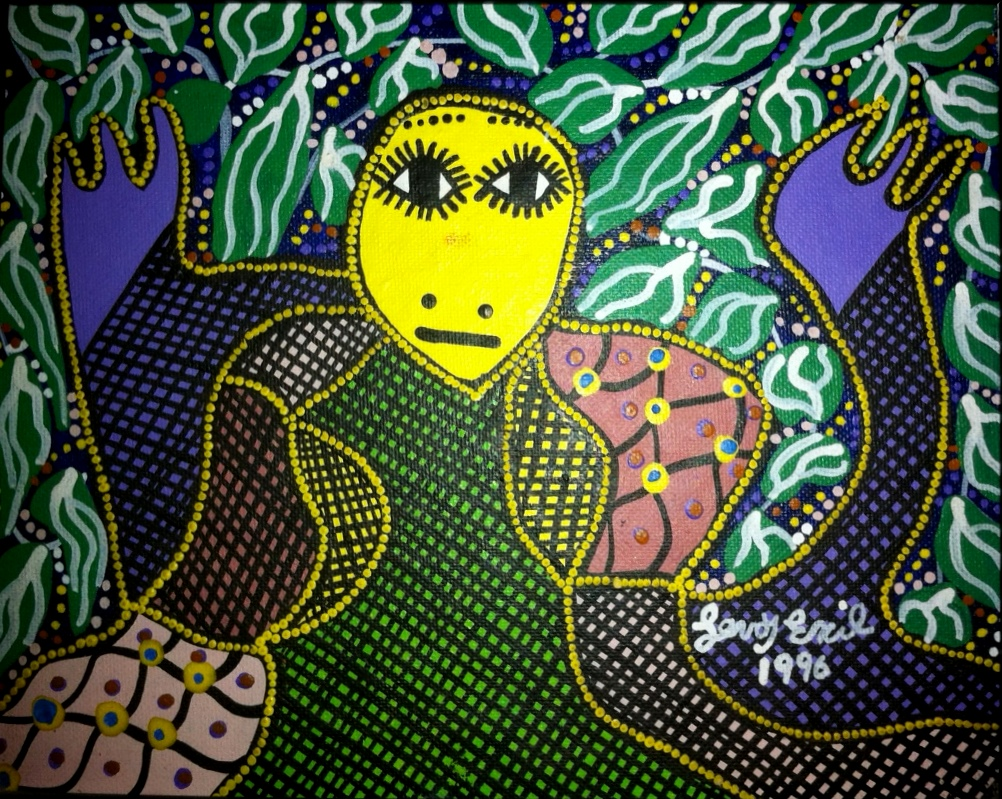
Картина «Лоа жёлтолицая», Левой Эксиль. Акрил на холсте,1996

Картины характеризуются яркими цветами, полуабстрактными фигурами, наличием голубей как символов мира и женщин как источников жизни.Течение связано с доминирующей религией на Гаити - Вуду, а также, согласно одному из идеологов течения Тиги, основывается на четырех ключевых словах— мечта, одержимость, творчество и безумие.

## Ассоциация художников Saint-Soleil
40 лет спустя художники Saint-Soleil основали Ассоциацию художников Saint-Soleil (AASS) для поддержки движения Saint-Soleil.
В 2012 году Гетин Эскиль и Денис Смит, президент и вице-президент AASS, объявили о проведении в начале декабрясоциокультурного мероприятия в Суассон-ла-Монтань, посвященного 40-летию Saint-Soleil, — эти мероприятия стали возможностью для членов движения воздать должное всем художникам, которые были связаны с развитием и  пропагандой гаитянской культуры ». На данном празднике был установлен бюст одного из родоначальников движения— Тиги.
Гетин Эксиль (Guethin Exile) и Денис Смит работают над тем, чтобы сделать AASS эталоном в области искусства и культуры в стране, и пообещали наблюдать за гаитянскими художниками, чтобы они могли производить свои произведения в лучших условиях. Художники способствуют проведению выставок и продаже картин, а также проводят "художественные ротации". Гетин Эскиль объясняет, что художественные ротации были придуманы Тигой, и являются техникой свободного творчества, когда различные материалы ( краска, глина, чернила и т. д.) отдаются в свободное использование для творчества добровольцев.